# Resuttano
Resuttano is een gemeente in de Italiaanse provincie Caltanissetta (regio Sicilië) en telt 2370 inwoners (31-12-2004). De oppervlakte bedraagt 38,2 km², de bevolkingsdichtheid is 62 inwoners per km².

## Demografie
Resuttano telt ongeveer 962 huishoudens. Het aantal inwoners daalde in de periode 1991-2001 met 10,4% volgens cijfers uit de tienjaarlijkse volkstellingen van ISTAT.
| Jaar | Inwoneraantal |
| ---- | ------------- |
| 1991 | 2752          |
| 2001 | 2467          |

## Geografie
De gemeente ligt op ongeveer 600 m boven zeeniveau.
Resuttano grenst aan de volgende gemeenten: Alimena (PA), Blufi (PA), Bompietro (PA), Petralia Sottana (PA), Santa Caterina Villarmosa.